# 伦费尔德
伦费尔德（德語：Lengfeld）是德国图林根州的市镇，隶属于希尔德布格豪森县。总面积为6.64平方千米，截至2023年12月31日总人口为378人。